# Václav Kotěšovec
Václav Kotěšovec (* 29. července 1956 Praha) je mezinárodní šachový velmistr (IGM), český tvůrce šachových úloh a historik kompozičního šachu. Od roku 2010 je mezinárodním rozhodčím FIDE. Vedle skladebního šachu se věnuje programování a teoretické matematice, speciálně hledáním asymptotických vzorců pro posloupnosti celých čísel. Přispívá jako autor a editor do databáze OEIS.

## Šachová činnost
Skládání šachových úloh se věnuje od počátku 70. let 20. století, uveřejnil přes 3000 skladeb. Okolo 750 skladeb získalo vyznamenání, z toho více než 230 cen (z toho přes 50 prvních), v Albech FIDE se jich umístilo 70. V roce 2005 získal titul mezinárodního mistra FIDE pro šachovou kompozici, o pět let později se stal mezinárodním rozhodčím pro oddělení dvojtažek, pomocných matů a exoskladeb. V roce 2010 získal bronzovou olympijskou medaili v turnaji FIDE Olympic Tourney on chess composition, Khanty-Mansiysk 2010. Na mistrovství světa ve skládání šachových úloh, World Championship in Composing for Individuals (WCCI) za roky 2019–2021 obsadil 3. místo v sekci Fairies. V roce 2023 mu byl na kongresu v Batumi udělen titul International Grandmaster of the FIDE for Chess Compositions.
Jako rozhodčí posuzoval více než sto skladatelských turnajů včetně Alb FIDE. Vydal 18 šachových a šachově-matematických publikací, na konci 80. let 20. století pracoval jako redaktor pro Šachové umění, dlouhodobě spolupracoval na tvorbě Šachové skladby. Také je webmasterem průběžně aktualizovaných internetových stránek www.kotesovec.cz a hlavním tvůrcem báze naskenované staré problémové literatury. Je testerem řešitelských počítačových programů, sám kdysi v Česku oblíbený program VKSACH vytvořil.

## Matematika
Publikoval řadu článků zejména z kombinatoriky. Jeho oborem jsou asymptotické vzorce, vytvořující funkce, celočíselné řady a partitions. Objevil metodu na určení asymptotického vzorce na základě konvoluce vytvořujících funkcí. Do databáze celočíslených sekvencí OEIS (The On-Line Encyclopedia of Integer Sequences), jejímž je editorem, přispěl od roku 2012 více než 17 000 příspěvky. Jeho asymptotické vzorce byly citovány ve více než 60 článcích na ArXiv.org.

## Život
Narodil se v rodině Václava Kotěšovce a Jarmily, rozené Šedivé. Je vnukem Rudolfa Šedivého, jednoho z politických vězňů z vykonstruovaných politických procesů 50. let - skupiny „Kooperativa“. Václav Kotěšovec složil maturitní zkoušku na Gymnáziu Wilhelma Piecka v Praze 2 na Vinohradech v roce 1976. Na gymnáziu studoval (v letech 1972 až 1976) ve třídě s rozšířenou výukou a specializací na matematiku a fyziku. Jeho spolužáky byli:
- Jaroslav Polášek – mezinárodní šachový mistr (IM), tvůrce šachových koncovek a studií, autor několika šachových programů a mezinárodní rozhodčí FIDE pro šachové studie;
- Vladimír Daněk – hráč a učitel deskové hry go, několikanásobný mistr České republiky a čestný předseda České asociace go.

V letech 1979 až 1990 pracoval Václav Kotěšovec v ČKD Polovodiče jako samostatný vývojový pracovník. V letech 1990 až 2004 se jako OSVČ věnoval programování jednočipových mikroprocesorů, převážně v assembleru. V září 2016 se oženil; s manželkou Ludmilou Pachtovou (spolužačkou z gymnaziálních studií) žije od roku 2004. Je vášnivým sběratelem hub a obdivovatelem zahrad.